# Барокамера

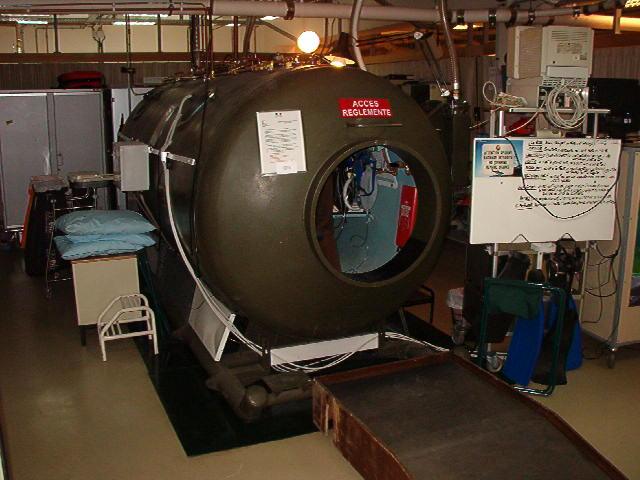
Гіпербарична камера

Барока́мера — ємність (камера) або приміщення, зроблене зазвичай з металу. Обов'язково передбачено можливості герметизації та зміни тиску всередині камери (більшого (гіпербарична барокамера) або меншого (гіпобарична барокамера) ніж атмосферний).

## Види барокамер
Часто терміни декомпресійна камера, рекомпресійна камера, барокамера використовуються одночасно. У назвах відображаються різні сфери застосування, а не принципові технічні відмінності.

### Гіпобаричні камери
Гіпобаричні камери використовуються в медицині для лікування ряду захворювань та для моделювання умов перебування органі́зму на різних висотах. (льотчики, альпіністи, парашутисти, космонавти та ін.).

### Гіпербаричні камери
Гіпербаричні камери використовуються, зокрема, у медицині для оксигенобаротерапії при різних захворюваннях, лікування декомпресійної хвороби у водолазів, моделювання ситуацій знаходження людини при тиску, більшому, ніж атмосферний, тренування аквалангістів і водолазів. Тиск у них можуть піднімати до 6 бар з метою терапії. Останні досягнення медицини дозволили створити портативні барокамери на одного пацієнта, в яких тиск піднімають на 0,3-0,5 бар вище атмосферного.

### Декомпресійні камери
Декомпресійна камера — вид барокамери, що використовується при водолазних роботах, що дозволяє проходити останні (найтриваліші) декомпресійні зупинки на поверхні, а не під водою. Це дозволяє водолазам зменшити ризики для здоров'я, пов'язані з переохолодженням або небезпечними умовами.

## Галерея

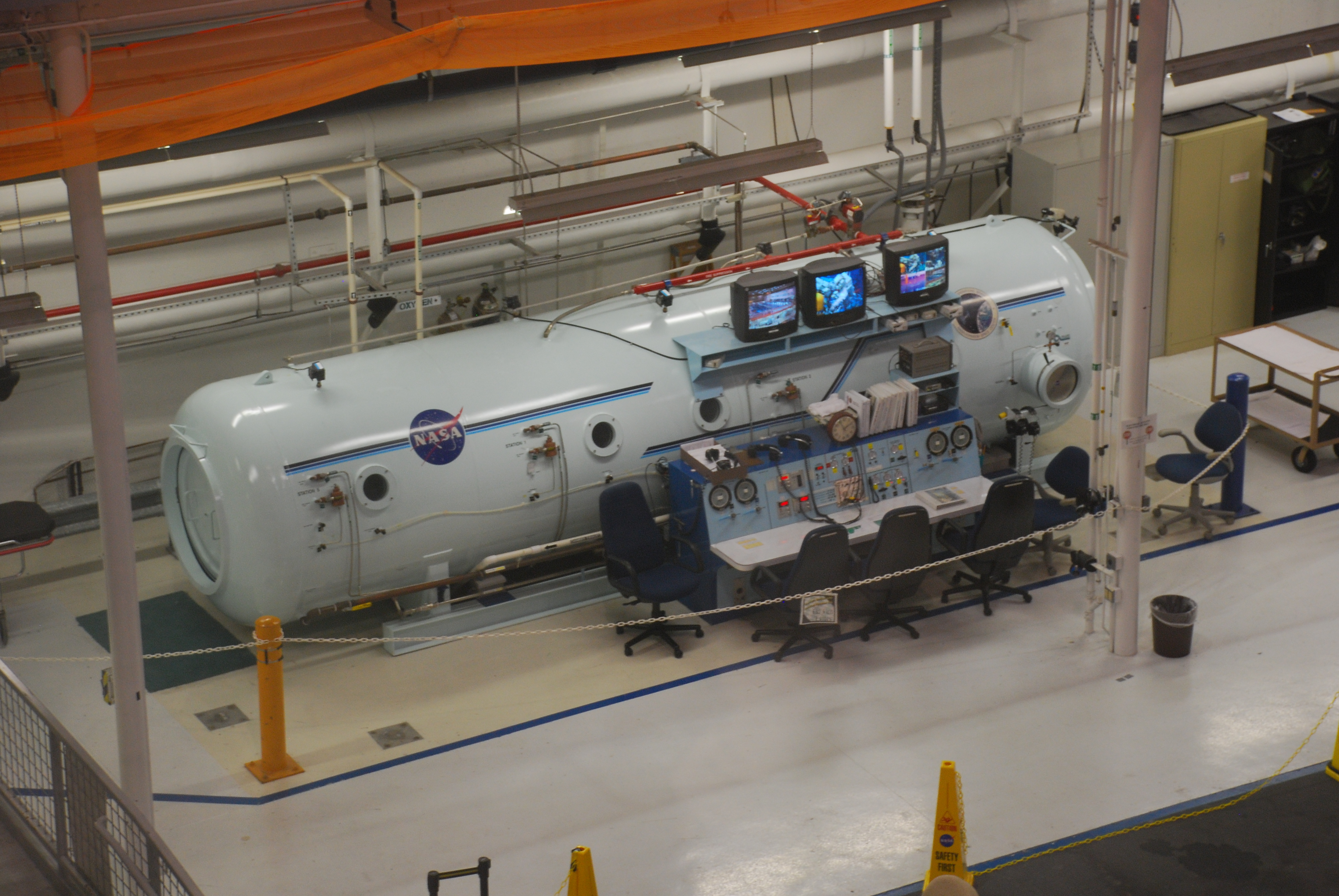
Декомпресійна камера, НАСА
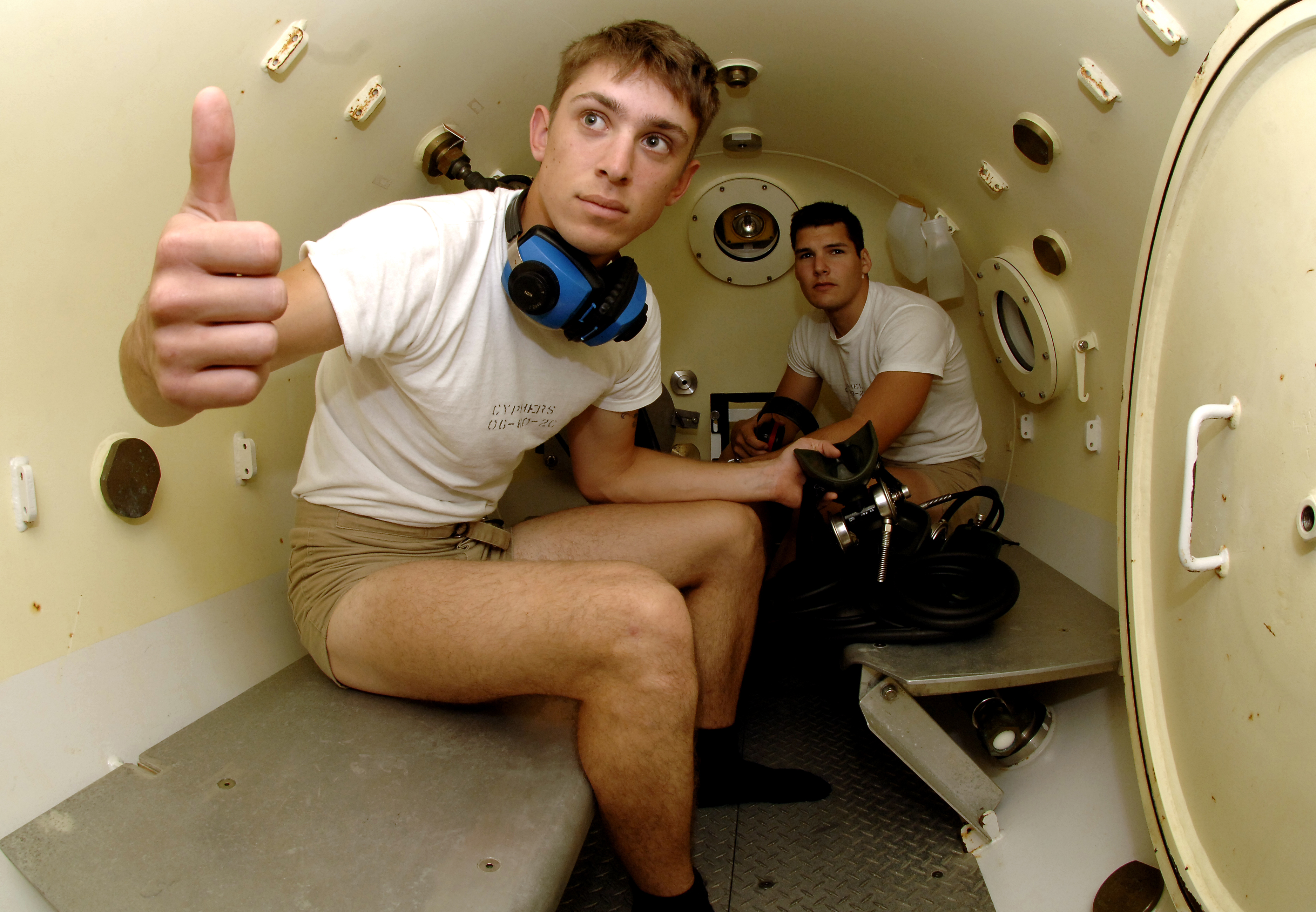
Два американські військові моряки всередині декомпресійної камери
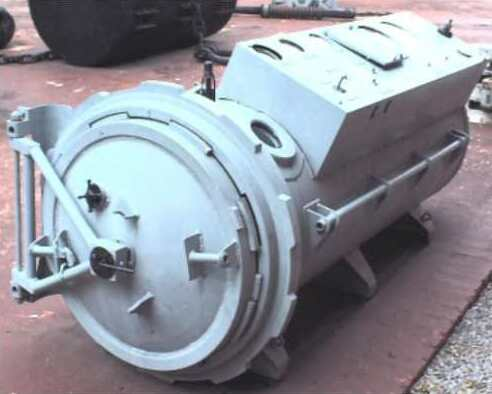
Декомпресійна камера на одну людину
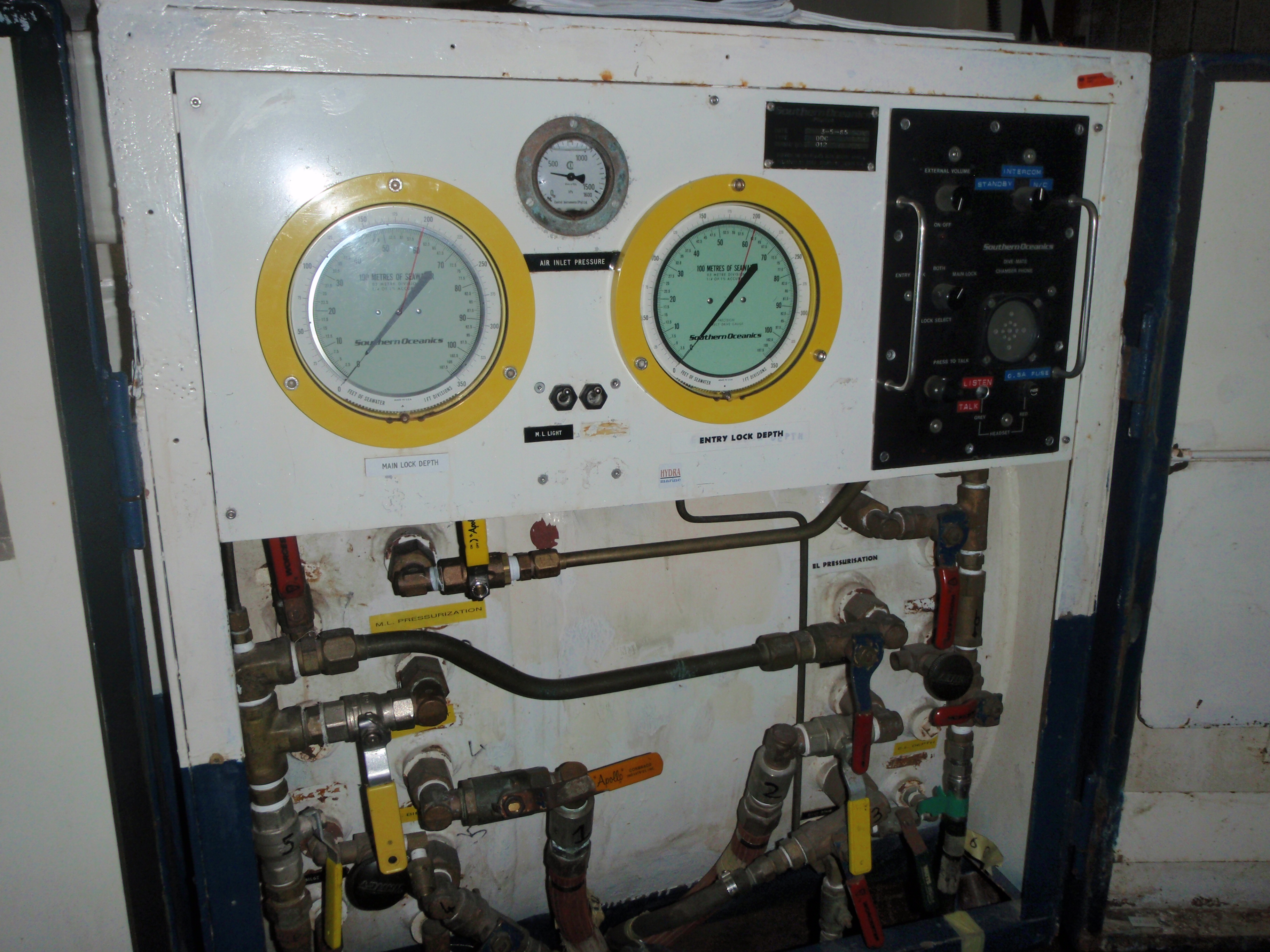
Пульт управління базової палубної декомпресійної камери
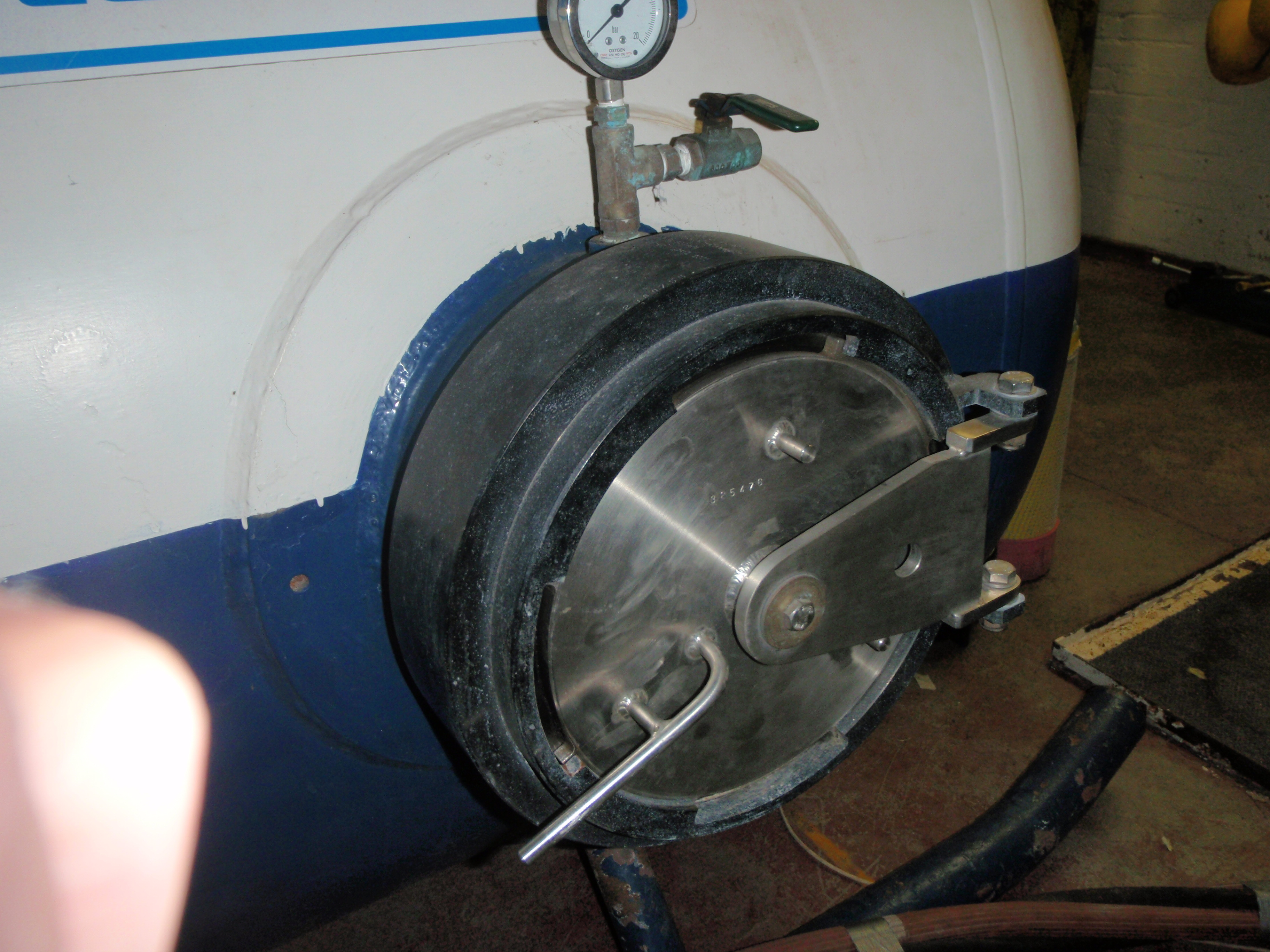
The medical lock of a basic deck decompression chamber with the door closed
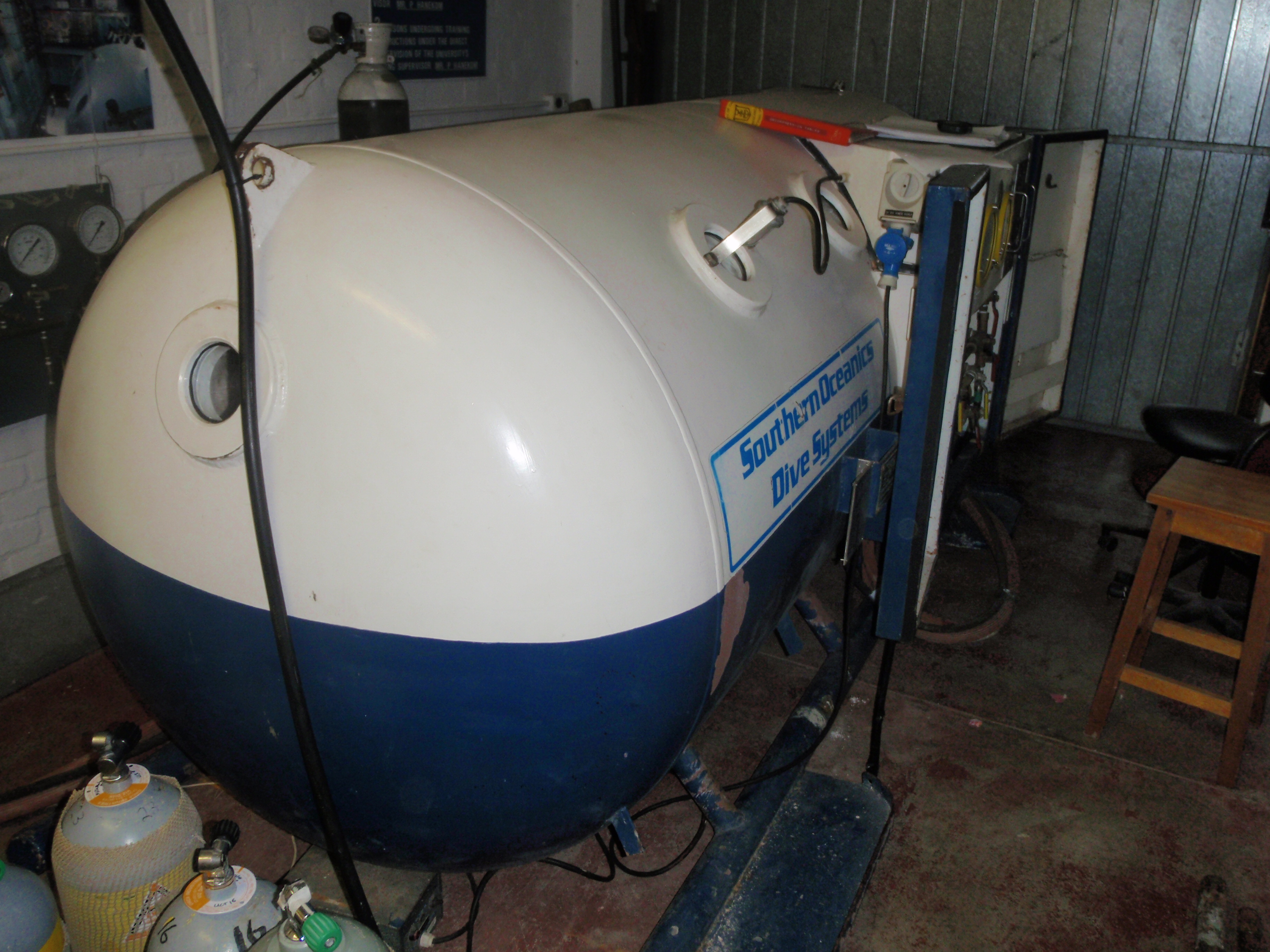
Зовнішній вигляд основної палубної декомпресійної камери
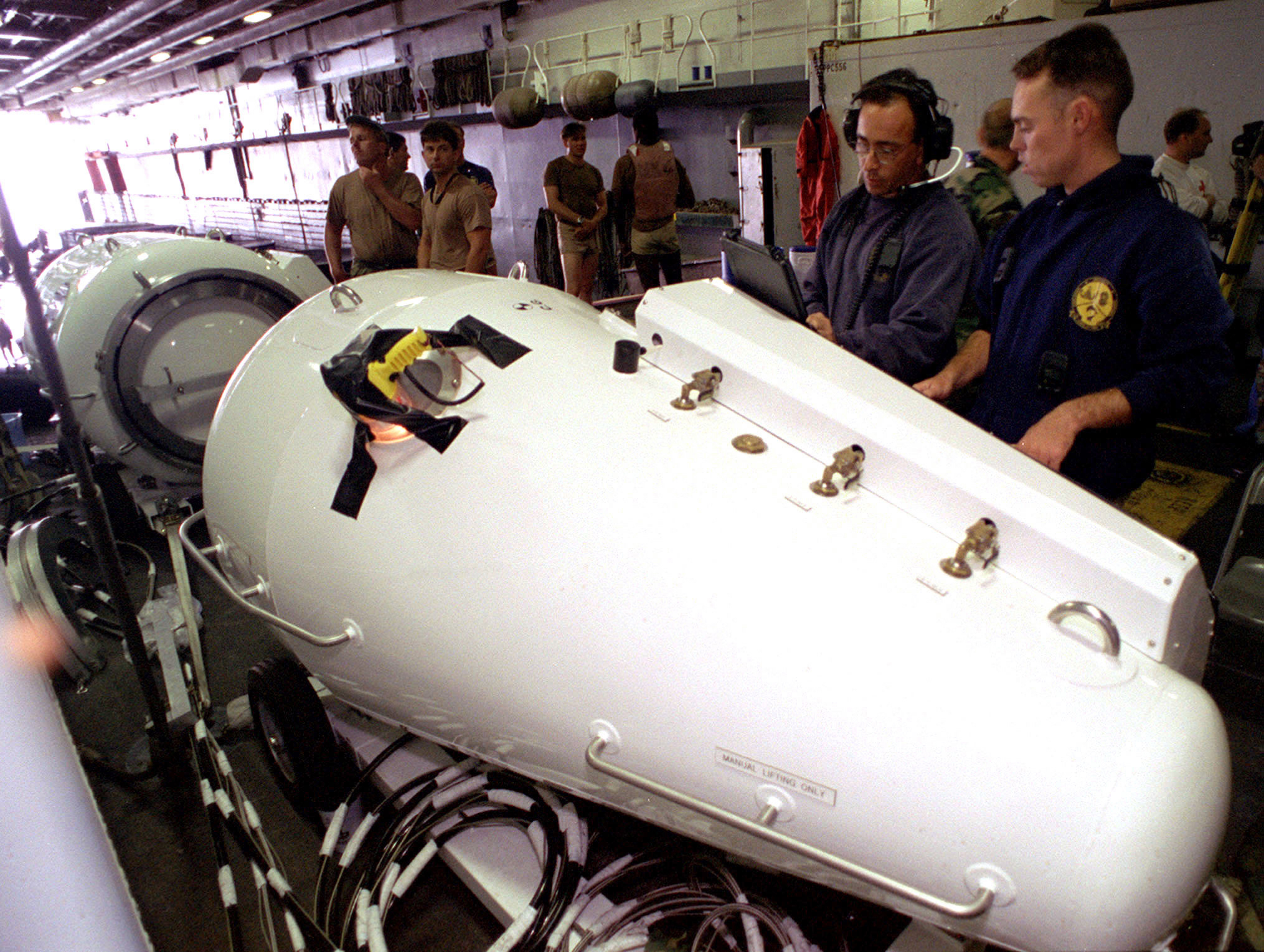
Пересувна декомпресійна камера
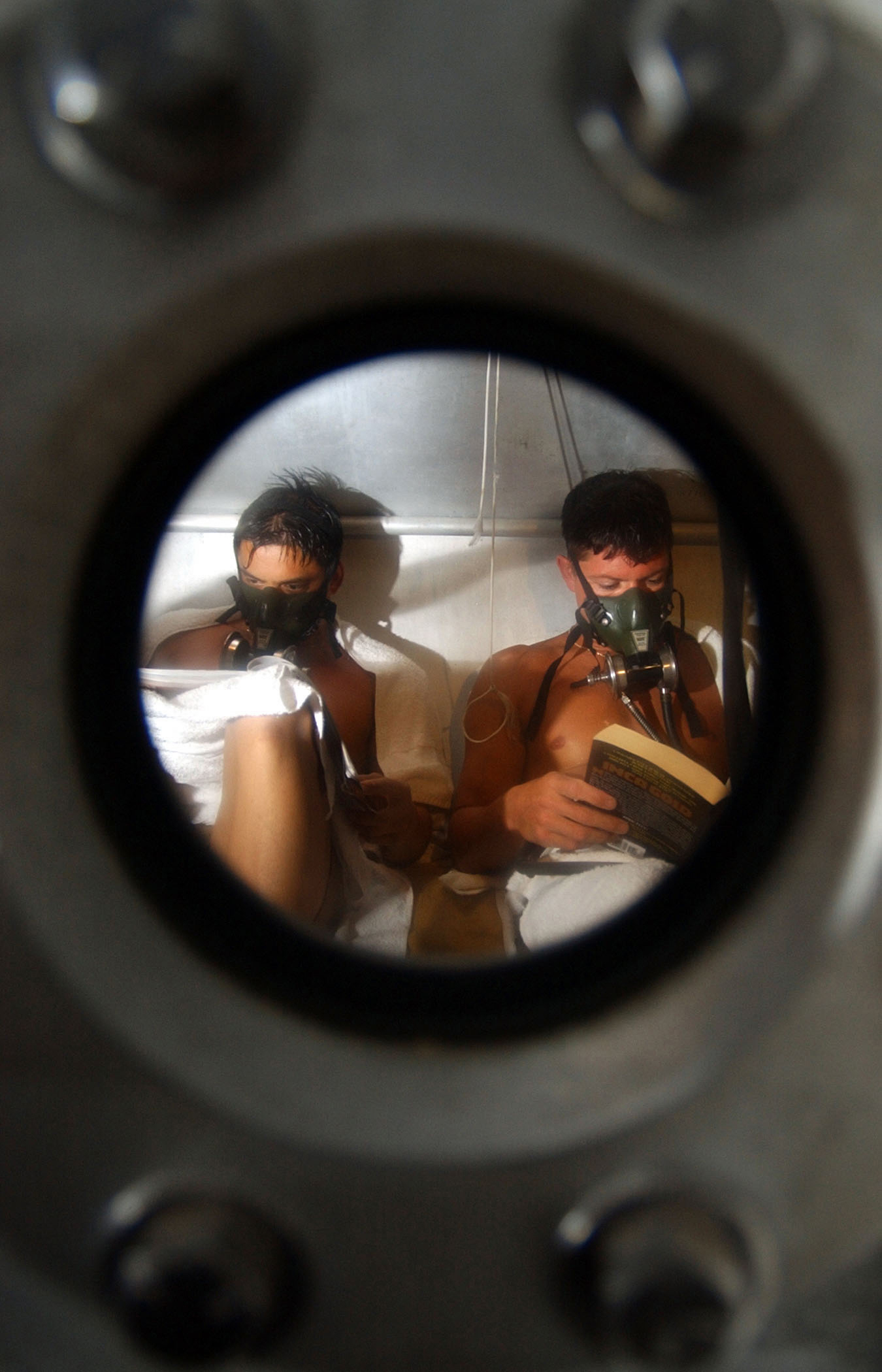
Дайвери дихають киснем під час поверхневої декомпресії
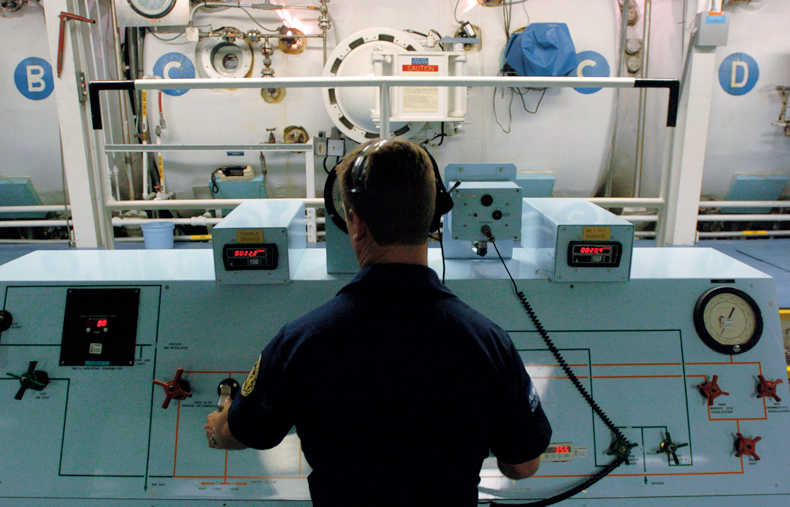
Управління камерою з пульта управління
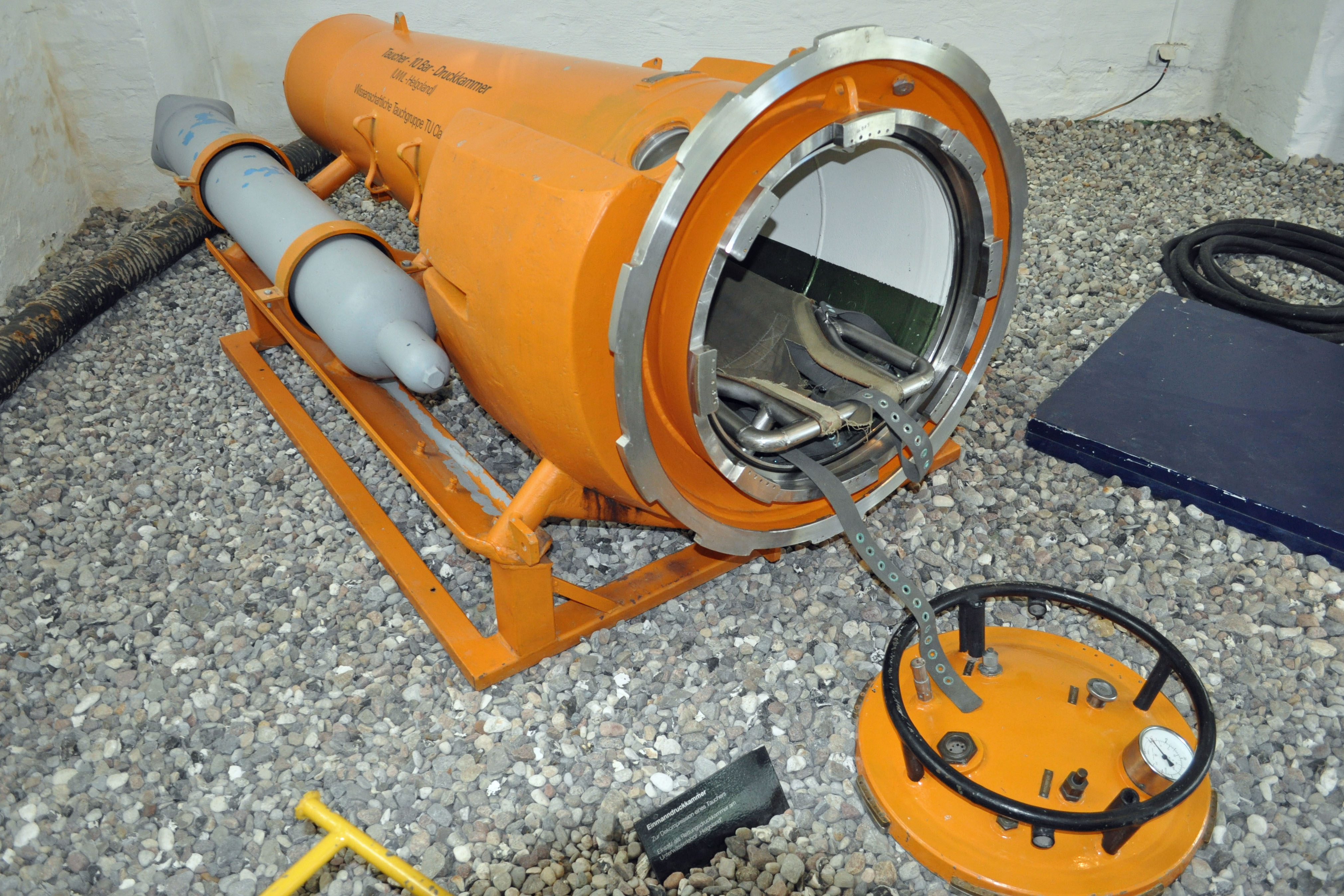
Гіпербарична камера зі знятим люком (2012-06-29)
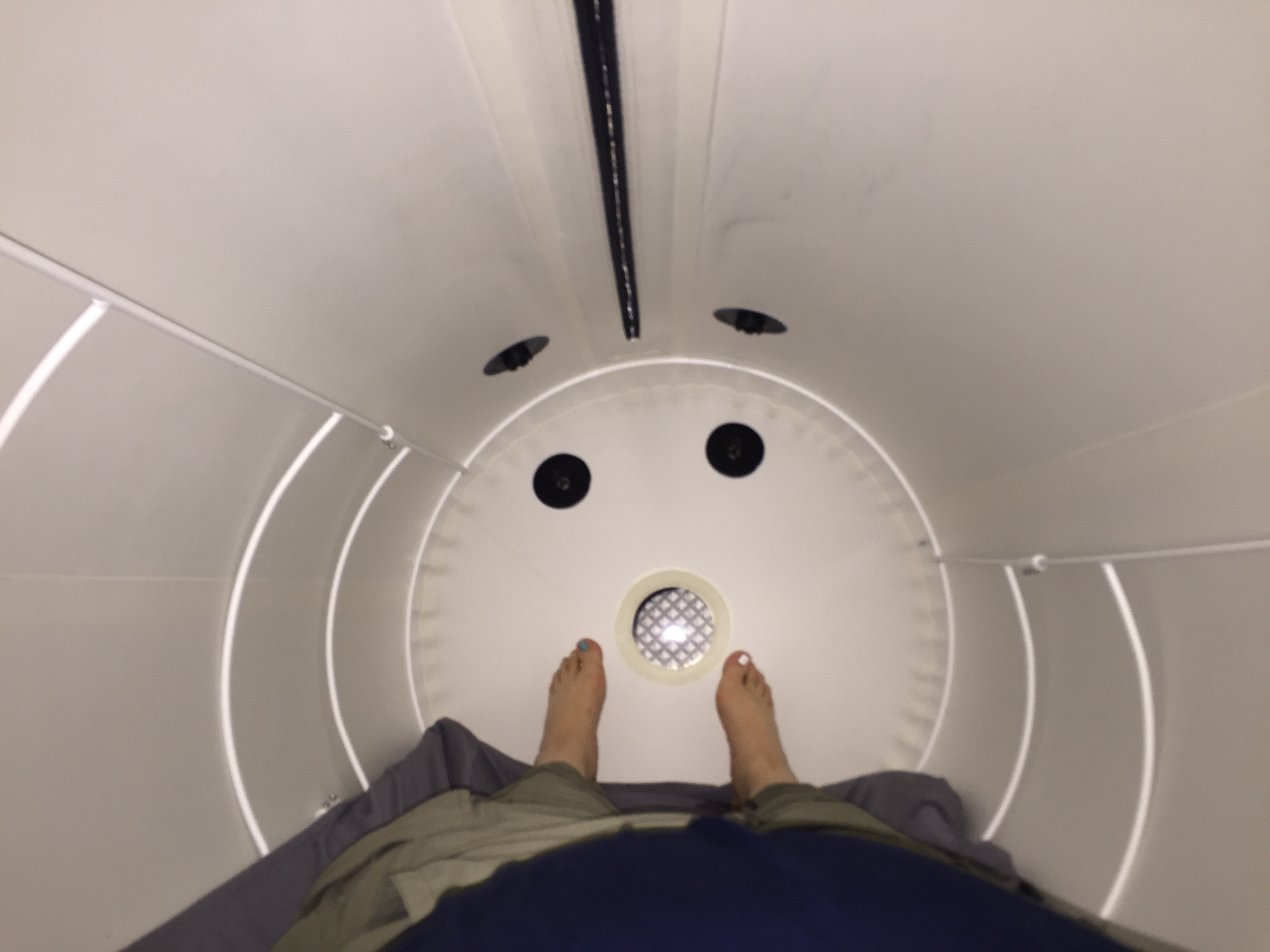
Всередині резервуара для гіпербаричної кисневої терапії
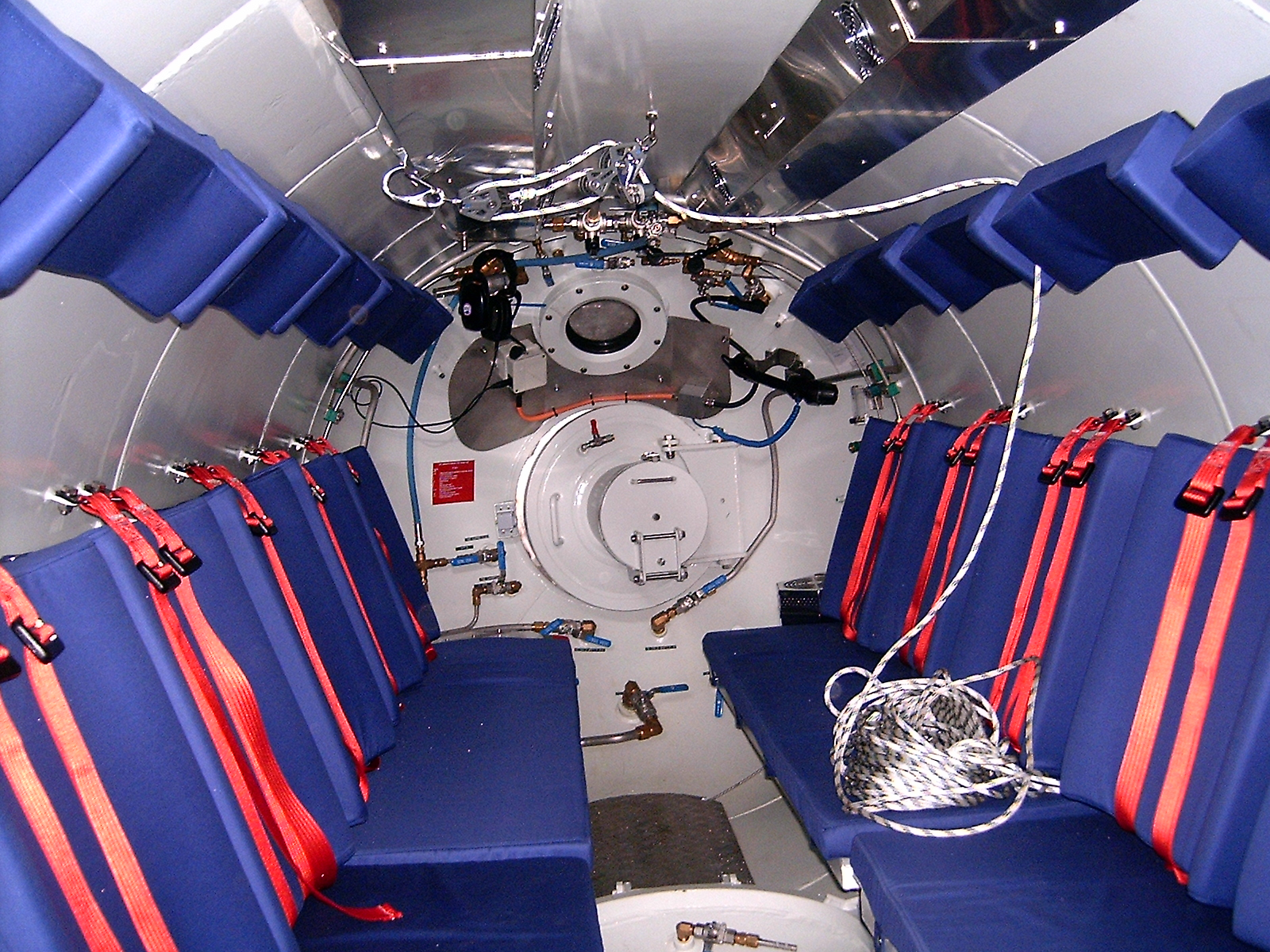
Інтер’єр декомпресійної камери на борту рятувальної шлюпки